# Hugo Almeida
Hugo Miguel Pereira de Almeida, genannt Hugo Almeida (* 23. Mai 1984 in Figueira da Foz), ist ein ehemaliger portugiesischer Fußballspieler.

## Karriere

### Vereine
Hugo Almeida begann seine Karriere in der Jugend von Naval 1º de Maio. Nach einer Saison für die erste Mannschaft in der 2. Liga wechselte er 2003 zum Erstligisten FC Porto, bei dem er sich allerdings nie richtig durchzusetzen vermochte und an União Leiria und Boavista Porto verliehen wurde. Zur Saison 2006/07 wechselte Almeida zunächst auf Leihbasis für eine Saison zu Werder Bremen. Die Leihgebühr betrug ca. eine Million Euro. Zusätzlich wurde eine Kaufoption (ca. 3,5 Mio. Euro) vereinbart, die Werder Bremen am 21. Mai 2007 endgültig zog und den portugiesischen Nationalstürmer bis 2011 verpflichtete.

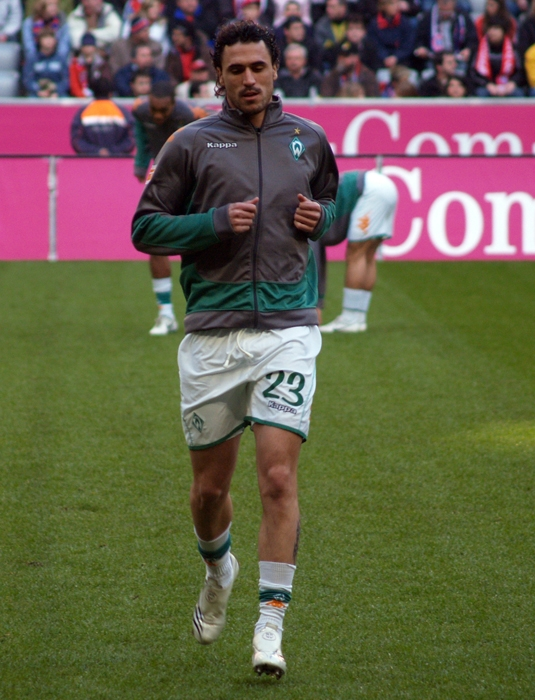
Hugo Almeida vor einem Spiel gegen Bayern München (2007)

Bei Werder sicherte er unter seinem Förderer Thomas Schaaf in der Saison 2006/07 durch Tore gegen Ajax Amsterdam und Celta Vigo den Einzug bis ins Halbfinale des UEFA-Pokals. Auch 2009 hatte er großen Anteil sowohl am UEFA-Pokal-Finaleinzug (Tor gegen Udinese Calcio) als auch am DFB-Pokalsieg (Tore gegen SV Eintracht Nordhorn und Borussia Dortmund). Almeidas große Stärke ist die Schusskraft mit dem starken linken Fuß. In der Saison 2008/09 erzielte er am 13. Spieltag gegen den 1. FC Köln aus 22 Metern ein Tor mit 124 km/h. Des Weiteren ist er trotz seiner Statur recht schnell und deshalb sehr durchsetzungsstark, wodurch er auch ein gutes Kopfballspiel vorweisen kann. Eine seiner großen Schwächen ist allerdings die Chancenverwertung, denn gerade weil er so einen starken Schuss hat, versucht er auch aus kurzer Entfernung zum Tor auf diese Weise zu treffen, was ihm aber des Öfteren misslingt.
Zur Winterpause der Saison 2010/11 wechselte er für zwei Millionen Euro zum türkischen Erstligisten Beşiktaş Istanbul und gewann mit seinem neuen Club gleich in seiner ersten Saison den türkischen Pokal. Seinen ersten Einsatz in der Süper Lig hatte er am 21. Januar 2011 (18. Spieltag) beim 5:1-Erfolg über Bucaspor. Fünf Tage später erzielte er beim 2:1-Sieg im Pokalspiel gegen Trabzonspor seinen ersten Treffer für Beşiktaş. Beim 5:1-Sieg am 15. September 2011 im UEFA-Europa-League-Spiel gegen Maccabi Tel Aviv zeichnete sich Almeida als zweifacher Torschütze aus.
Nachdem er zu Beginn der Saison 2014/15 vereinslos geworden war, unterschrieb Hugo Almeida im Oktober 2014 einen Vertrag beim italienischen Erstligaaufsteiger AC Cesena, der jedoch bereits im Januar 2015 wieder aufgelöst wurde. Daraufhin wechselte Almeida zum russischen Erstligisten Kuban Krasnodar. Im Juli 2015 schloss sich Almeida dem Aufsteiger Anschi Machatschkala an. Nach zwölf Ligaspielen, in denen er zwei Tore erzielte, wurde der Vertrag am 13. Januar 2016 wieder aufgelöst. Am 16. Januar 2016 kehrte er nach Deutschland zurück und schloss sich dem Abstiegskandidaten Hannover 96 an. Dort traf er wieder auf Thomas Schaaf, den er als seinen Macher bezeichnete: „Ich brauche ihn. Wenn ich nicht mit ihm hätte arbeiten wollen, wäre ich nicht gekommen. Manchmal sage ich, Thomas hat mich geschaffen.“ Nach der Entlassung von Schaaf wurde er vom neuen Trainer Daniel Stendel degradiert und vorerst nicht mehr berücksichtigt. Hannover 96 stieg zum Ende der Saison 2015/16 in die 2. Bundesliga ab.
Von Juli 2016 bis Juni 2017 war Almeida bei AEK Athen unter Vertrag.
Ab dem Sommer 2017 kickte er beim Kroatischen Erstligisten HNK Hajduk Split. In 20 Spielen konnte er 3 Tore verbuchen. Im Anschluss ließ er seine Karriere beim portugiesischen Zweitligisten Académica de Coimbra ausklingen. Anfang Februar 2020 verkündete er sein Karriereende.

### Nationalmannschaft

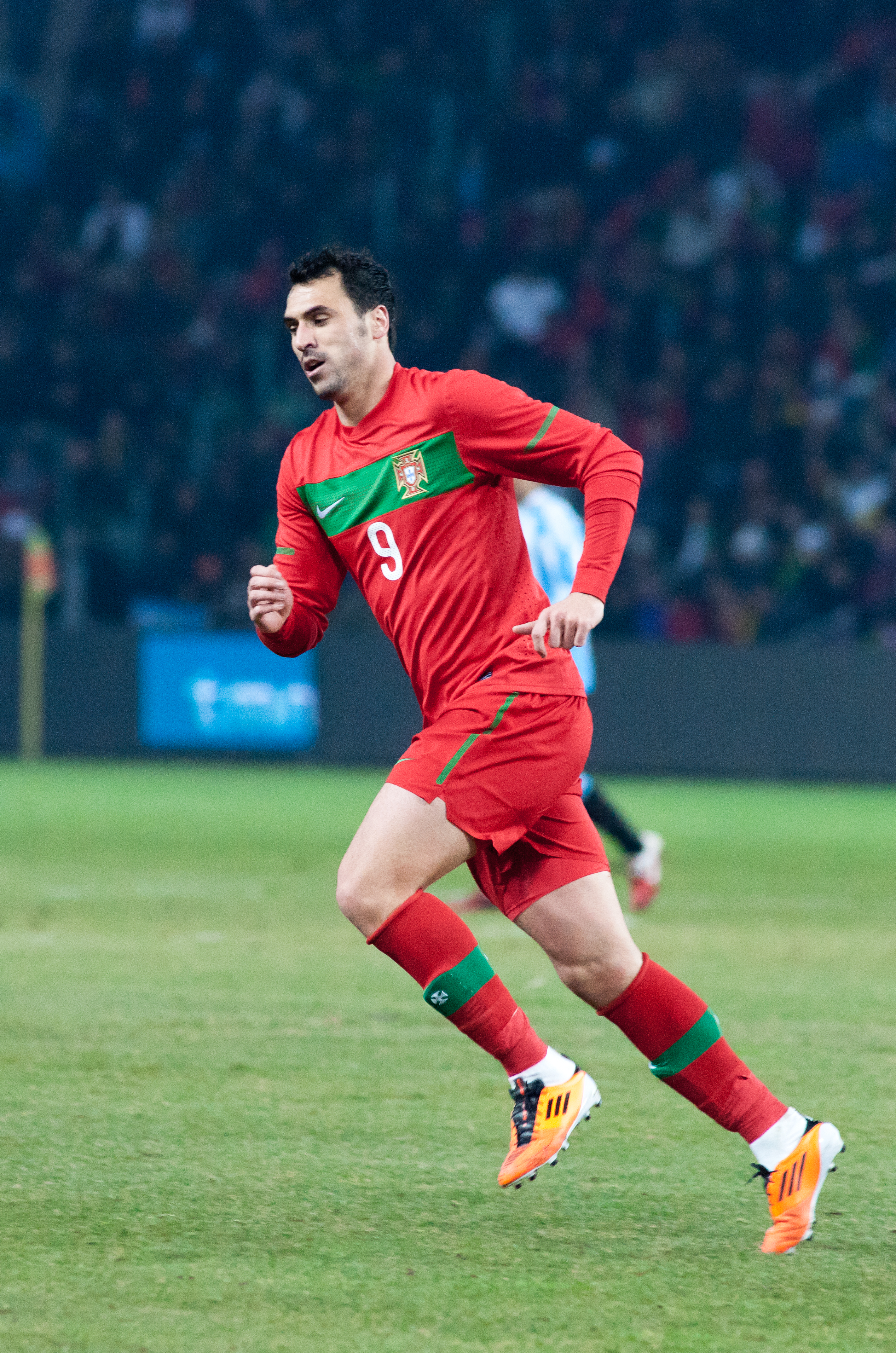
Almeida im Dress der Nationalelf (2011)

Almeida wurde ab 2006 regelmäßig in die portugiesische A-Nationalmannschaft berufen; zuvor war er nur ein Mal zum Einsatz gekommen. Zudem nahm er an den Olympischen Sommerspielen 2004 in Athen teil. Sein erstes A-Länderspieltor erzielte er im EM-Qualifikationsspiel gegen Aserbaidschan. Für die WM 2006 in Deutschland war er noch nicht im portugiesischen Kader, allerdings wurde er zwei Jahre später für die Europameisterschaft in Österreich und der Schweiz von Luiz Felipe Scolari nominiert und spielte auch bei der WM 2010 in Südafrika, bei der er in seinem ersten WM-Spiel, dem 2. Gruppenspiel gegen Nordkorea, sein erstes WM-Tor erzielte. Er wurde auch für die WM 2014 in Brasilien in den Kader der portugiesischen Nationalmannschaft berufen.

## Titel und Erfolge
- DFL-Ligapokal-Sieger 2006
- DFB-Pokal-Sieger 2009
- UEFA-Cup-Finalist 2009
- DFB-Pokal-Finalist 2010
- Türkischer Pokal-Sieger 2011

## Sonstiges
Am 22. September 2007 stellte Almeida im Spiel gegen den VfB Stuttgart einen doppelten Rekord auf. Seine beiden Treffer nach drei bzw. vier gespielten Minuten waren sowohl der schnellste (innerhalb von 50 Sekunden) als auch der früheste Doppelpack innerhalb eines Bundesligaspiels.
Er ist verheiratet und hat zwei Töchter.